# Plagues
Plagues è il secondo album in studio del gruppo musicale statunitense The Devil Wears Prada, pubblicato nel 2007.

## Tracce
1. Goats on a Boat – 4:23
2. Number Three, Never Forget – 3:41
3. HTML Rulez D00d – 3:56
4. Hey John, What's Your Name Again? – 3:46
5. Don't Dink and Drance – 2:59
6. You Can't Spell "Crap" Without "C" (featuring Craig Owens) – 3:30
7. This Song Is Called – 4:25
8. Reptar, King of the Ozone – 3:10
9. The Scorpion Deathlock – 3:50
10. Nickels Is Money Too – 4:08

## Formazione
- Mike Hranica – voce
- Jeremy DePoyster – chitarra, voce
- Chris Rubey – chitarra
- James Baney – tastiere, sintetizzatore, piano
- Andy Trick – basso
- Daniel Williams – batteria